# Orbán Béla
Orbán Béla (Kolozsvár, 1929. december 7. – Kolozsvár, 2016. január 16.) erdélyi magyar matematikus, egyetemi docens, Spáda János építész unokája.

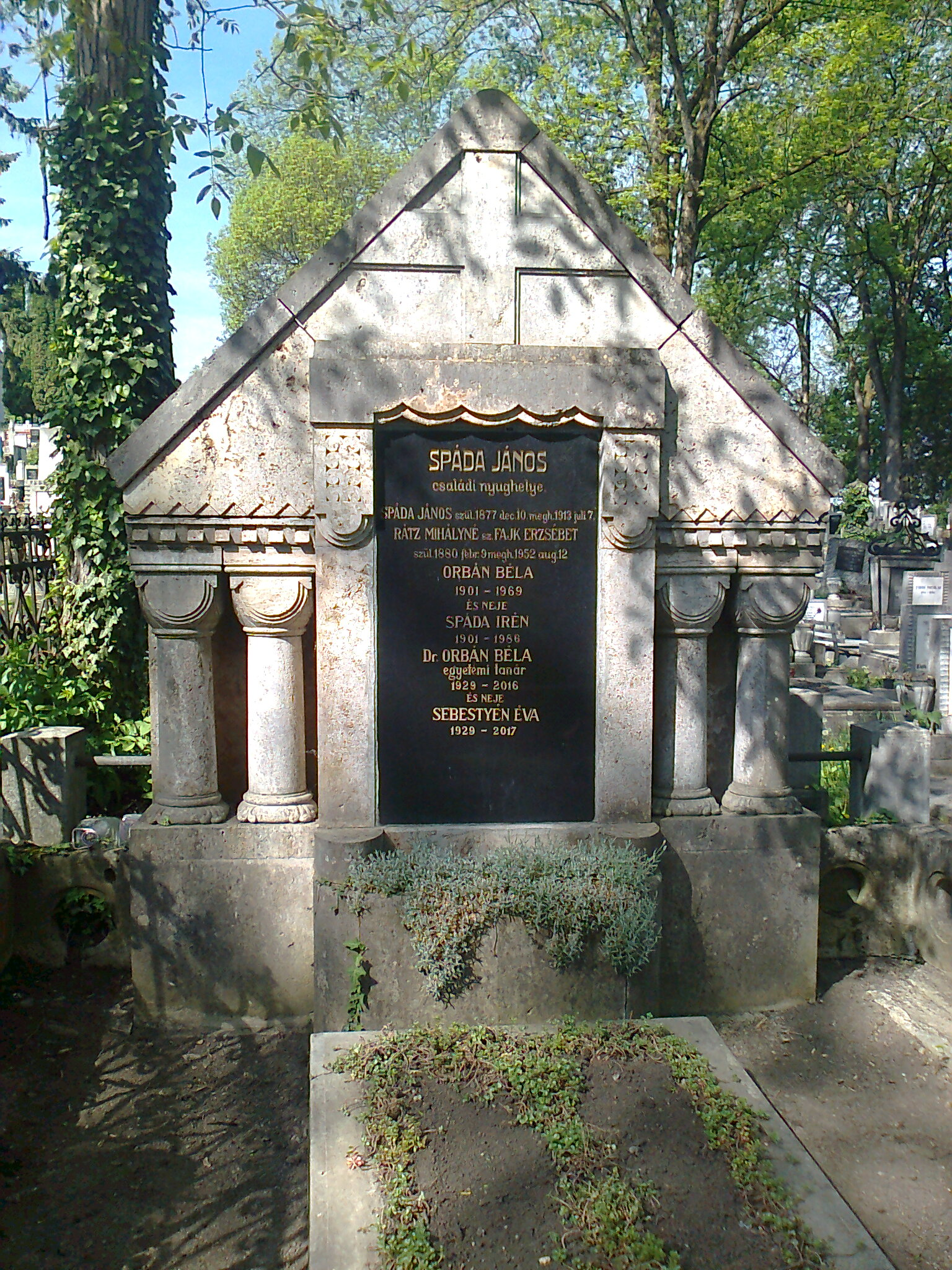
Családi sírhelye a Házsongárdi temetőben

## Életútja
Egyik nagyapja az olasz származású Spáda János építőmester, édesapja vegyészmérnök volt. Szülővárosában a római katolikus gimnáziumban érettségizett (1948), a Bolyai Tudományegyetem Matematika-Fizika Karán szerzett tanári oklevelet (1952). A Bolyai, majd a Babeș-Bolyai Egyetemen tanított (1951–1989) nyugalomba vonulásáig. 1971-ben doktorált Gh. Călugăreanu akadémikus irányításával. Tudományos cikkei hazai és külföldi szakfolyóiratokban, valamint a Korunk s A Hét hasábjain jelentek meg.

## Munkássága
Főbb kutatási területei: a geometria algebrai alapjai, projektív geometria, nomográfia. Doktori disszertációjában a geometria algebrai alapjaival foglalkozott. Számos mértankönyv fordítója. Főiskolai felvételi vizsgák geometriai feladataiból szerkesztett gyűjteménye egyetemi jegyzetként több kiadást ért meg. A Matematikai kislexikon (1983) társszerzője. Írásai közül kiemelkedik értekezése a magyar matematikai szaknyelv időszerű kérdéseiről a Matematikai Lapok 1993/6-os számában.

### Magyar nyelvű könyvei
- A geometria mai szemmel (Radó Ferenccel, Kolozsvár 1981).
- Matematika-szótár (román-magyar, magyar-román), Ábel Kiadó, 2007 (Székely Győzővel)

### Román nyelvű könyvei
- Îndrumator şi culegere de probleme de geometrie pentru concursul de admitere la facultatea de Matematică a universităţii "Babeş-Bolyai", Universitatea "Babeş-Bolyai", 1977.
- Indrumator si culegere de probleme de geometrie si de trigonometrie date la concursurile de admitere în învatamîntul superior din anii 1970–1985, Universitatea dib Cluj-Napoca, 1985.
- Îndrumator şi culegere de probleme de geometrie şi trigonometrie date la concursurile de admitere în Învatamîntul superior din anii 1978–1986, Universitatea dib Cluj-Napoca, 1987.
- Culegere de probleme de geometrie (társszerzők: Groze Victoria, Radó Ferenc, Vasiu Adrian), Universitatea "Babeş-Bolyai", 1979.

### Tudományos cikkei (válogatás)
- Orbán, B.: Quadratic transformation of two Pappian planes. Geometry and topology, Proc. 15th Natl. Conf., Timişoara/Rom. 1984, 199−201 (1984).
- Orbán, B.: Extension of collineations defined on subsets of a Pappian projective plane containing a conic. Stud. Univ. Babeș-Bolyai, Math. 26, No.1, 73−77 (1981).
- Orbán, B.: Closure theorems on algebraic curves in a projective plane over an arbitrary field. Geometry and topology, Proc. Colloq., Cluj-Napoca/Rom. 1978, 241−245 (1979).
- Orbán, B.; Radó, F.: Nomograms with minimal global error. Math., Rev. Anal. Numér. Théor. Approximation, Anal. Numér. Théor. Approximation 6, 163−170 (1977).
- Orbán, B.: Extension of collineations defined on certain sets of a Desarguesian projective plane. Aequationes Math. 6, 59−65 (1971).
- Groze, S.; Orbán, B.: La décomposition d'une projectivite sur une conique et son application à la meilleure transformation projective d'une echelle situee sur un cercle. Rev. Roum. Math. Pures Appl. 12, 1065−1073 (1967).
- Groze, S.; Orbán, B.: Sur une classe de transformations des nomogrammes de l'ordre trois. Mathematica, Cluj 7(30), 233−246 (1965).
- Radó, F.; Groze, V.; Orbán, B.: Propriétés extrémales dans une classe de fonctions et applications à la transformation des nomogrammes. Mathematica, Cluj 6(29), 307−325 (1964).
- Orbán, B.: Sur les courbes generalisees des courbes algebriques planes. (románul) Stud. Univ. Babeș-Bolyai, Ser. I. 7, No.1, 71–77 (1962).
- Kiss, Á.; Orbán, B.: Sur une classe des coniques monofocales. (magyarul) Stud. Univ. Babeș-Bolyai, Ser. I 3, No.3, 49–68 (1958).

## Források

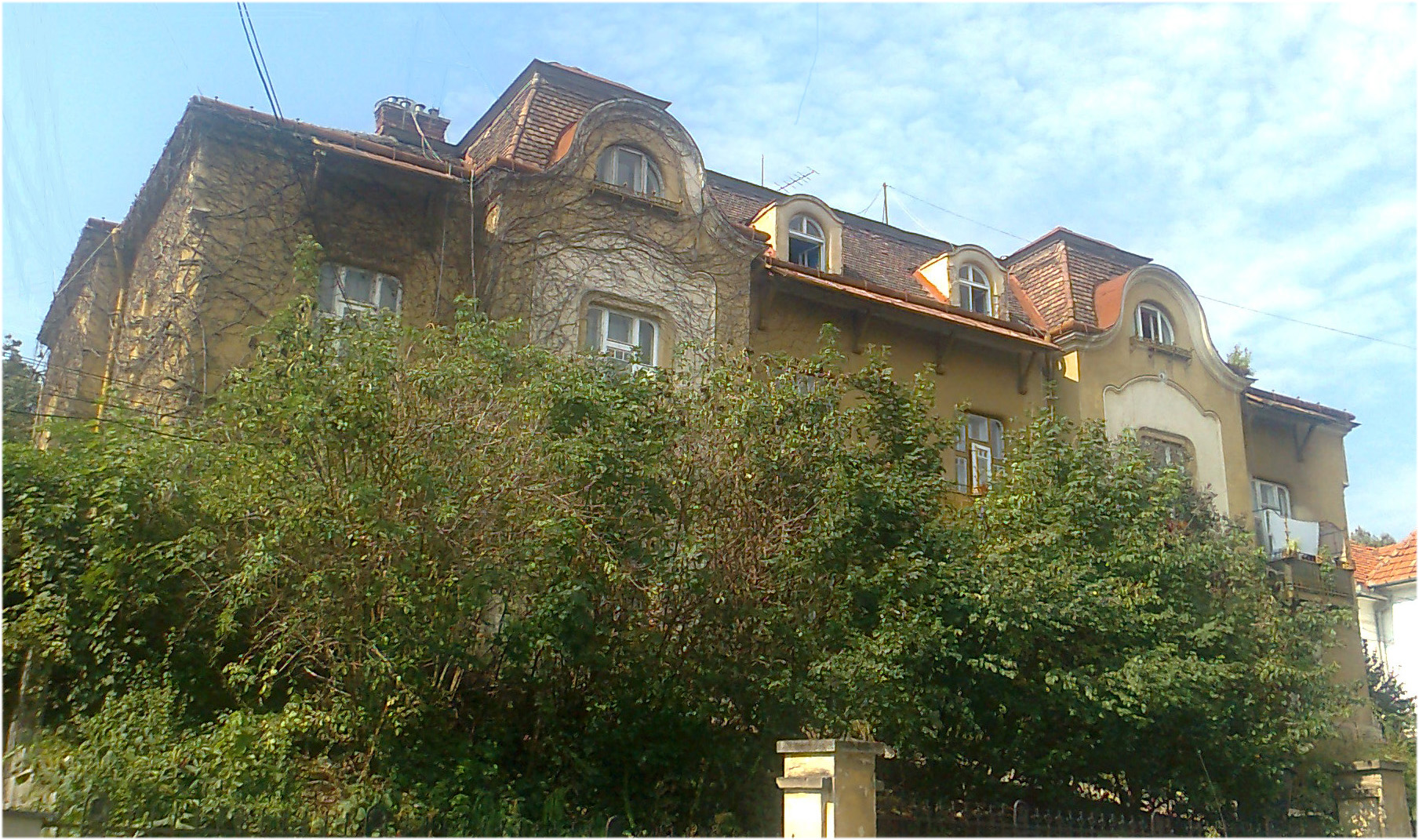
A Spáda-ház az Erzsébet úton, ahol Orbán Béla lakott